# (5783) Kumagaya
(5783) Kumagaya – planetoida z pasa głównego asteroid okrążająca Słońce w ciągu 3 lat i 140 dni w średniej odległości 2,25 j.a. Została odkryta 5 lutego 1991 roku w Okutama przez Tsutomu Hioki i Shuji Hayakawę. Przed nadaniem nazwy planetoida nosiła oznaczenie tymczasowe (5783) 1991 CO.